# إليزابيث لوتز
إليزابيث لوتز (بالفرنسية: Élisabeth Lutz)‏ هي رياضياتية فرنسية، ولدت في 14 مايو 1914 في ثان في فرنسا، وتوفيت في 31 يوليو 2008 في غرونوبل في فرنسا.